# Jūnikyū de Tsukamaete
Jūnikyū de Tsukamaete (十二宮でつかまえて) é uma série de manga do género mistério, escrita e ilustrada por Natsumi Ando. Inicialmente, foi publicada no formato de série na revista de manga shōjo Nakayoshi entre abril de 2001 e janeiro de 2003, e os capítulos foram compilados em quatro volumes tankōbon pela editora Kodansha e publicados entre novembro de 2001 e março de 2003. O enredo é focado em Lili Hoshizawa, uma detetive adolescente que utiliza a astrologia para solucionar os casos no Japão.

## Produção

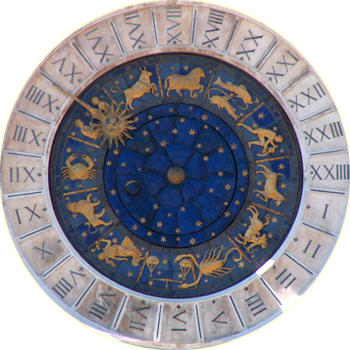
Um relógio astrológico a mostrar todos os signos do zodíaco.

A autora de manga Natsumi Ando desde a infância se interessava pela astrologia, pelas estrelas e pela mitologia grega. Para escrever a segunda parte do primeiro capítulo, onde o caso acontece numa escola de piano, Natsumi Ando investigou uma escola de música local. O desenho do espírito astral de Balança originou-se e foi baseado no desenho vencedor do Concurso de Desenhos dos Espíritos Astrais, onde os principais desenhos enviados foram os de Balança, Peixes e Caranguejo.
Natsumi Ando incluiu as referências da mitologia grega nos nomes dos espíritos astrais em Jūnikyū de Tsukamaete. O espírito astral de Virgem, Demeter, advém do nome da deusa da agricultura, enquanto o espírito astral de Capricórnio, Parn, é uma referência ao deus Pã. Astrea, o espírito astral de Balança, recebeu esse nome em homenagem à deusa da justiça. Os espíritos astrais gémeos de Gémeos foram nomeados em homenagem aos irmãos gémeos Castor e Pólux. O centauro Quíron é uma alusão ao nome do espírito astral de Sagitário. O nome do espírito astral de Touro é uma referência à princesa e sacerdotisa Io. Os espíritos astrais de Peixes e Aquário foram nomeados em homenagem à deusa do amor e Ganímedes, respetivamente. As outras referências incluem as estrelas. Natsumi Ando nomeou Antares, o espírito astral de Escorpião, e Regulus, o espírito astral de Leão, em homenagem às estrelas Antares e Régulo, respetivamente.

## Lançamento
Escrito e ilustrado por Natsumi Ando, Jūnikyū de Tsukamaete foi publicado inicialmente no formato de série na revista Nakayoshi entre abril de 2001 e janeiro de 2003. A série foi publicada em quatro volumes tankōbon entre 6 de novembro de 2001 e 4 de março de 2003.
Na América do Norte, o manga foi distribuído pela editora Tokyopop em língua inglesa, sob o título de Zodiac P.I., e publicado entre 8 de julho e 9 de dezembro de 2003; atualmente o manga encontra-se fora do catálogo da editora. A série também foi traduzida em finlandês sob o título de Horoskooppimysteerit pela editora Sangatsu Manga, em alemão sob o título de Zodiac Private Investigator pela editora Heyne Verlag, e em italiano sob o título de Zodiac Detective pela editora Play Media Company.

### Volumes
| - File 01: Footprints of the Virgo (Parts 1–2) - File 02: Requiem for the Scorpio (Parts 1–3) - File 03: Black Hole of the Leo - Extra: The Star Talk (Antares & Demeter) |

| - File 03 (Continued): Black Hole of the Leo - File 04: Labyrinth of the Capricorn - File 05: Cards of the Libra (Parts 1–2) - File 06: The Doll of the Gemini (Part 1) - Extra: The Star Talk (Regulus, Parn, Astrea, Castor and Pollux) |

| - File 06: The Doll of the Gemini (Part 2) - File 07: A Love Letter from Sirius (Parts 1–2) - File 08: Wedding Reception of the Pisces (Parts 1–2) - Extra: Lili and Hiromi's First Case, The Star Talk (Chiron, Aries and Io) |

| - File 09: Zeus' House of Tricks (Parts 1–2) - File 10: Reunion With Mom - File 11: Where the Truth Is - File 12: When You Wish Upon a Star - Extra: The Star Talk (Aphrodite, Ganymede and Praesepe) |

## Receção
Joseph Dexter do sítio Mania Entertainment elogiou o manga como uma série de entretenimento ligeiro com reviravoltas no enredo, tendo apreciado as diferentes personalidades dos espíritos astrais. Durante a revisão do segundo volume, Allen Divers do sítio Anime News Network descreveu que Jūnikyū de Tsukamaete era semelhante à série Meitantei Conan e escreveu que apesar dos encerramentos previsíveis, a série era potencialmente agradável aos leitores interessados em astrologia e mistérios. De acordo com Jason Thompson, o autor da obra Manga: The Complete Guide, Jūnikyū de Tsukamaete foi descrita como uma série de entretenimento ligeiro e estereotipado para o público-alvo jovem, e a ilustração mostrou-se fácil de entender.